# ロンバルディアの鉄王冠

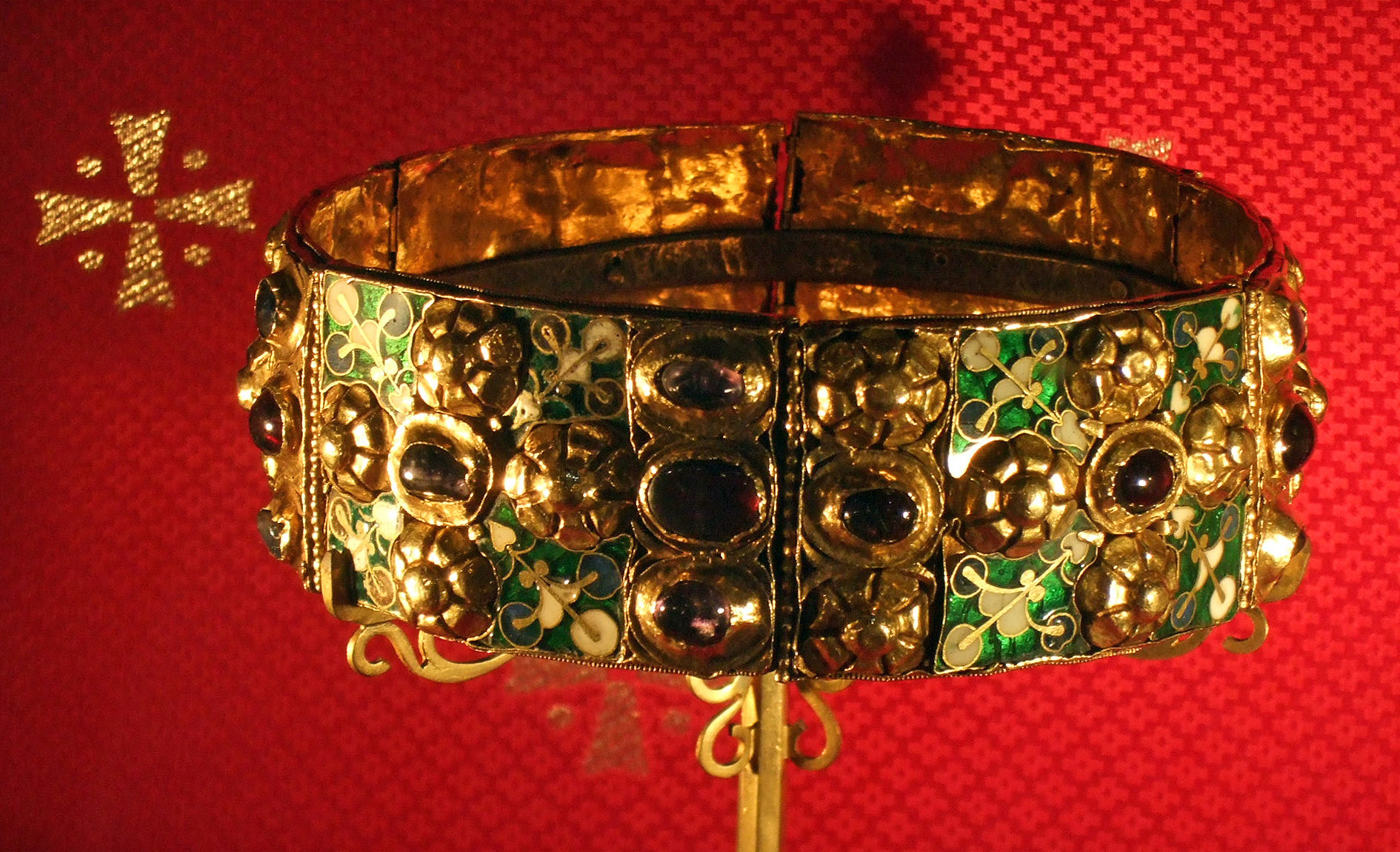
モンツァ大聖堂に保管されているロンバルディアの鉄王冠

ロンバルディアの鉄王冠（ロンバルディアのてつおうかん、イタリア語: Corona FerreaまたはCorona di Ferro、英語: Iron Crown of Lombardy）は、中世前期につくられたヨーロッパで最も古い王冠の一つであるとともに、キリスト教の聖遺物である。ラテン語に由来するコローナ・フェッレア（Corona Ferrea）の名でも呼ばれる。
この王冠はイタリア・ロンバルディア州の州都ミラノにほど近いモンツァの大聖堂 (Duomo of Monza) において保管されており、はじめランゴバルド王国（ロンバルディア王国）の、のちに中世イタリア王国の王権の象徴とされた。

## 構造

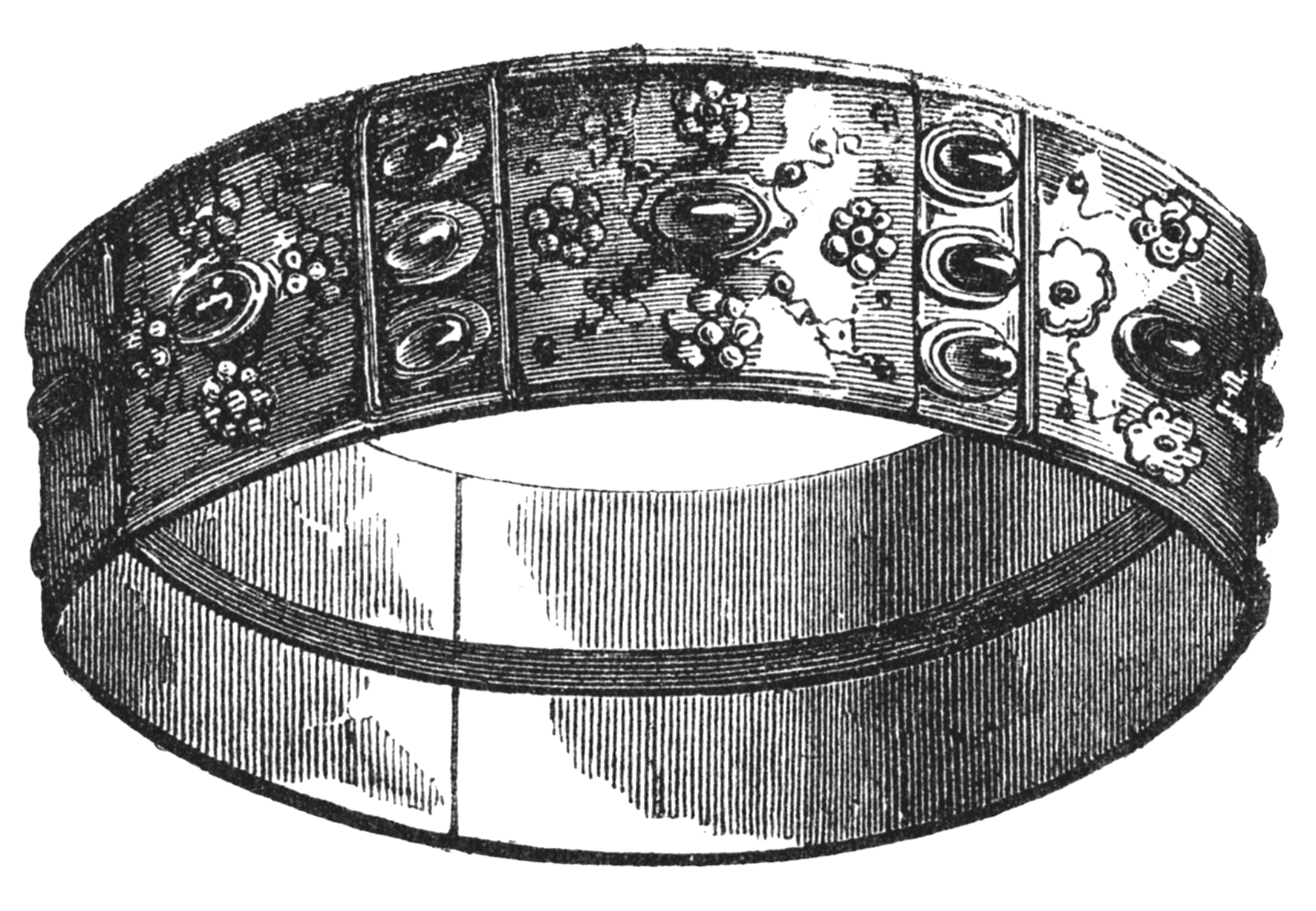
モンツァ大聖堂に保管されているロンバルディアの鉄王冠のイラスト

この王冠は黄金のサークレットの内側に幅1cmほどの鉄の輪を取り付けた構造になっている。直径は、内側16.5cm、外側17.2cmで、内側の円周は48cmである。この鉄の輪は、キリストが磔にされた際に使用された釘（聖釘）を叩き伸ばして細い帯状にしたと伝えられており、このことから「鉄王冠」と呼ばれ、また聖遺物とされている。
王冠の外側のサークレットは、黄金を打ち延ばして一部にエナメル加工を施した6つの黄金片が蝶番で接続されており、十字架や花の模様が浮き彫りにされた中に22個の宝石がはめ込まれている。
この王冠の小さなサイズや、蝶番で接合された構造から、もともとは大きな腕輪か、モンツァ大聖堂に寄進された奉納王冠 (Votive crown) だったと推測されている。また、歴史的な記録によれば、2つの黄金片が紛失した後に再調整されたために王冠のサイズが小さくなっている。

## 伝承
伝説によれば、その釘はキリストの十字架（聖十字架）を発見した聖ヘレナが息子のコンスタンティヌス大帝に与えたものであるという。
それが、なぜ北イタリアのゲルマン系の征服者であるランゴバルド王の手に入ったのかは不明であるが、ランゴバルドの王妃テオドリンダ（アウタリおよびアギルルフの王妃）が発見に関与したといわれている。王冠はランゴバルド王国と中世のイタリア王国の象徴の1つとなった。

## 歴史

### 中世

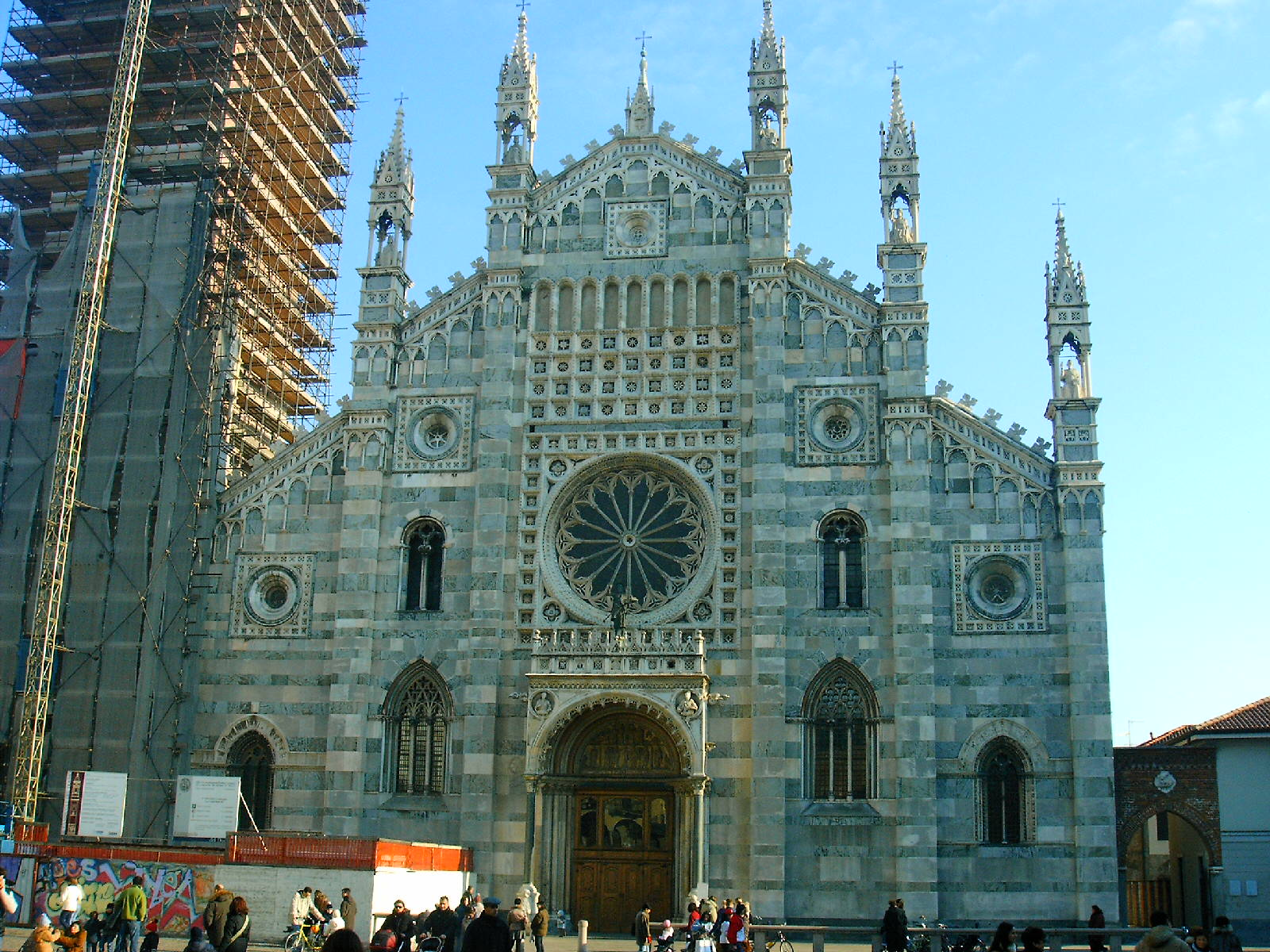
モンツァ大聖堂

10世紀以降、神聖ローマ皇帝は同時にイタリア王でもあった。多くの君主はローマに赴き、神聖ローマ皇帝として戴冠するのだが、その途次ロンバルディアに赴いて鉄王冠を戴冠し、イタリア王に就く儀式を行った。カール大帝やオットー大帝、ハインリヒ4世、フリードリヒ1世バルバロッサなどの有名な皇帝も鉄王冠で戴冠している。
伝統的に、戴冠式が行われる場所はイタリア王国の首都だったパヴィーアであったが、1026年のコンラート2世の戴冠以後はミラノで儀式を行うようになった。1530年、カール5世はボローニャにおいて、神聖ローマ皇帝としての戴冠式と同時に鉄王冠の戴冠も挙行している。

### 近代
1805年5月26日、ナポレオン・ボナパルトはミラノで自らの手により戴冠し、イタリア王となった。この時も、通常の王冠で儀式を行った後、鉄王冠を使用してランゴバルド王国の儀式に従った宣誓を行っている。1805年6月15日、ナポレオンは鉄王冠勲章を創設している。
ナポレオンの没落後、オーストリアがロンバルディアを再び併合すると、1816年1月1日にオーストリア皇帝フランツ1世が鉄王冠勲章を再び創設した。鉄王冠で戴冠を行った最後の事例は、1838年9月6日にフェルディナント1世がロンバルド＝ヴェネト王としてミラノにおいて戴冠したものである。
1859年の第二次イタリア独立戦争により、ロンバルディア全域はサルデーニャ王国に割譲された。しかし、鉄王冠はオーストリアの手によってヴェローナに、次いでウィーンに運び去られた。鉄王冠が再びモンツァに戻るのは、第三次イタリア独立戦争後の1866年12月6日である。これ以後、鉄王冠は2度の例外を除いてモンツァにある。一度は1878年にローマに移されヴィットーリオ・エマヌエーレ2世の棺の上に置かれたとき、いま一度は第二次世界大戦時にヴァチカンに移された時である。

## 現在
モンツァの大聖堂に保管されている鉄王冠は、展示されているのは複製であるが、本物も有料で一般公開されている。写真撮影は不可である。

## 文学作品
メルヴィルの小説『白鯨』の登場人物であるエイハブ船長は、乗組員を服従させる自分の支配力を鉄王冠になぞらえている。37章では、自分はあまたの宝石で光り輝く「ロンバルディアの鉄の王冠」をいただく存在であると述べ、王冠あるいは「鋼鉄の頭蓋骨」の威光は見る者の目をくらませると語っている。